# 金色のコルダ ステラ・ミュージカル
『金色のコルダ ステラ・ミュージカル』（きんいろのコルダ ステラ・ミュージカル）は、ゲーム及びコミック「金色のコルダ」を原作とする日本のミュージカル作品。2010年1月16日に製作記者発表会が行われ、2010年3月と7月から8月に公演が行われた。

## 概要
主人公・日野香穂子は普通科と音楽科の2学科を設置している高等学校「星奏学院」の普通科に通う高校2年生。星奏学院内で音楽コンクールが開かれることになり、日野は音楽に関して素人であるにもかかわらず、なぜかコンクール参加者に選ばれてしまう。それは妖精リリが仕組んだことであった。リリは日野に、曲のメロディーさえ知っていれば弾くことのできる魔法のバイオリンを与え、音楽コンクールに参加させたのであった。物語の過程で築かれていく仲間との絆（友情・ロマンス・対立）を描いたミュージカルである。
楽器を演奏するシーンがミュージカル中にあるが、出演者のほとんどは楽器演奏の経験が無い。

## 公演
トライアウト公演
- 場所：シアター1010
- 日程：2010年3月12日

春公演
- 場所：天王洲 銀河劇場
- 日程：2010年3月19日 - 24日

夏公演
- 場所：ル テアトル銀座・新神戸オリエンタル劇場
- 日程：2010年7月16日 - 25日・7月31日 - 8月2日

## キャスト
春公演及び夏公演のキャストを掲載する。キャストはオーディションで選ばれ、「初々しさ」・「若々しさ」・イメージが原作のキャラクターに似ているという点が選考基準となった。例えば、日野香穂子役の岡本あずさは「ピュアで透明感がある」ことから選考された。
|                            | 春公演              | 夏公演              | 役柄                                  |
| -------------------------- | ------------------- | ------------------- | ------------------------------------- |
| 日野香穂子(ダブルキャスト) | 森咲樹/岡本あずさ   | 森咲樹/岡本あずさ   | 主人公（ヒロイン）・星奏学院普通科2年 |
| 月森蓮                     | 三上俊              | 三上俊              | 星奏学院音楽科2年                     |
| 土浦梁太郎                 | 高橋優太            | 高橋優太            | 星奏学院普通科2年                     |
| 志水桂一                   | 小関裕太            | 小関裕太            | 星奏学院音楽科1年                     |
| 火原和樹                   | 吉野晃一            | 吉野晃一            | 星奏学院音楽科3年                     |
| 柚木梓馬                   | 川村聖斗            | 川村聖斗            | 星奏学院音楽科3年                     |
| 冬海笙子                   | 笹丘明里            | 笹丘明里            | 星奏学院音楽科1年                     |
| 天羽菜美                   | 三好絵梨香          | 三好絵梨香          | 星奏学院普通科2年                     |
| 金澤紘人                   | 進藤学              | 安倍康律            | 星奏学院音楽教師                      |
| 王崎信武                   | 吉原シュート        | 吉原シュート        | 星奏学院音楽科OB                      |
| リリ(ダブルキャスト)       | 堀内まり菜/山内亜美 | 堀内まり菜/山内亜美 | 妖精「ファータ」                      |
| 緑川彗                     | 清水一希            | 清水一希            | 星奏学院普通科2年                     |
| 松山千原                   | 宮之脇佳織          | 宮之脇佳織          | 星奏学院普通科3年                     |
| 竹田鉄代                   | 吉野由利子          | 吉野由利子          | 星奏学院音楽科3年                     |
| 梅沢富美子                 | 土屋史子            | 土屋史子            | 星奏学院音楽科2年                     |
| 庄司恵                     | 城戸愛莉            | 城戸愛莉            | 星奏学院音楽科1年                     |
| 樋賀昇                     | 舟見和利            | 舟見和利            | 星奏学院副教頭                        |
| 間山流次                   | 東海林遼            | 渡航輝              | 星奏学院普通科3年                     |
| 荻野小百合                 | 斉藤レイ            | 斉藤レイ            | 星奏学院教頭                          |

## スタッフ
主なスタッフを掲載する。
|                  | 春公演   | 夏公演   |
| ---------------- | -------- | -------- |
| 作詞・脚本・演出 | カニリカ | カニリカ |
| 音楽             | 村松崇継 | 村松崇継 |

## ミュージカル・ナンバー
春公演と夏公演では、物語の大筋は共通であるものの、多少の違いがある。ミュージカルナンバーについても、多少の違いがあるため、両者を分けて記載する。

### 春公演
第1幕
- 「きずな〜コルダのテーマ」
- 「同じ空の下に生まれても〜音楽科 VS 普通科〜」
- 「アルジェントの奇跡」リリのテーマ
- 「花に香りがあるように」香穂子のテーマ
- 「チーム・コルダのテーマ」
- 「クロス・ユア・フィンガー」土浦梁太郎のテーマ
- 「Crescent Moon」月森蓮のテーマ
- 「KI・MO・CHI・E・UP」火原和樹のテーマ
- 「月森 VS 土浦」
- 「花に香りがあるように」香穂子のテーマ（デュエットバージョン）

第2幕
- 「それはメビウス」柚木梓馬のテーマ
- 「きずな〜コルダのテーマ」金澤バージョン
- 「ヴァイオリン・ロマンス〜コルダ愛のテーマ」デュエット
- 「きずな〜コルダのテーマ」志水バージョン
- 「花に香りがあるように」香穂子のテーマ
- 「花に香りがあるように」香穂子のテーマ（王崎バージョン）
- 「アルジェントの奇跡」リリのテーマ
- 「ヴァイオリン・ロマンス〜コルダ愛のテーマ」デュエット
- 「きずな〜コルダのテーマ」

フィナーレ
- 「きずな〜コルダのテーマ」フィナーレバージョン

### 夏公演
第1幕
- 「きずな〜コルダのテーマ」
- 「同じ空の下に生まれても〜音楽科 VS 普通科〜」
- 「アルジェントの奇跡」リリのテーマ
- 「花に香りがあるように」香穂子のテーマ
- 「チーム・コルダのテーマ」
- 「Crescent Moon」月森蓮のテーマ
- 「KI・MO・CHI・E・UP」火原和樹のテーマ
- 「花に香りがあるように」香穂子＆土浦デュエットバージョン

第2幕
- 「それはメビウス」柚木梓馬のテーマ
- 「きずな〜コルダのテーマ」金澤バージョン
- 「きずな〜コルダのテーマ」志水バージョン
- 「クロス・ユア・フィンガー」土浦梁太郎のテーマ
- 「涙のあとには」金澤＆王崎デュエットバージョン
- 「花に香りがあるように」香穂子のテーマ 泣き崩れバージョン
- 「あらゆる音は命を持って」王崎信武のテーマ
- 「あらゆる音は命を持って」火原＆柚木デュエットバージョン
- 「アルジェントの奇跡」リリのテーマ
- 「ヴァイオリン・ロマンス〜コルダ愛のテーマ」
- 「きずな〜コルダのテーマ」
- 「きずな〜コルダのテーマ」

フィナーレ
- 「きずな〜コルダのテーマ」フィナーレバージョン

## 関連商品

### CD
『金色のコルダ ステラ・ミュージカル』は、本ミュージカルのサウンドトラック。主に村松崇継によるミュージカルナンバーを収録している。2010年7月14日にアニプレックスより発売された。規格品番はSVWC-7694。

#### 収録曲
以下特記なき場合は作詞:カニリカ、作曲・編曲:村松崇継である。#14-#24はBGM集、#25はボーナス・トラック。
1. きずな〜コルダのテーマ
(歌:日野香穂子(岡本あずさ)/月森蓮(三上俊)/土浦梁太郎(高橋優太)/志水桂一(小関裕太)/火原和樹(吉野晃一)/柚木梓馬(川村聖斗)/金澤紘人(安倍康律)/王崎信武(吉原シュート)/冬海笙子(笹丘明里)/梅沢富美子(土屋史子)/教頭(斉藤レイ))
2. 花に香りがあるように 香穂子のテーマ
(歌:日野香穂子(岡本あずさ))
3. Crescent Moon 月森蓮のテーマ
(歌:月森蓮(三上俊))
4. きずな〜コルダのテーマ 金澤バージョン
(歌:金澤紘人(安倍康律))
5. KI・MO・CHI・E・UP 火原和樹のテーマ
(歌:火原和樹(吉野晃一))
6. あらゆる音は命を持って 王崎信武のテーマ
(歌:王崎信武(吉原シュート))
7. それはメビウス 柚木梓馬のテーマ
(歌:柚木梓馬(川村聖斗))
8. 花に香りがあるように 香穂子＆土浦デュエットバージョン
(歌:日野香穂子(岡本あずさ)/土浦梁太郎(高橋優太))
9. きずな〜コルダのテーマ 志水バージョン
(歌:志水桂一(小関裕太))
10. 涙のあとには 金澤&王崎 デュエットバージョン
(歌:金澤紘人(安倍康律)/王崎信武(吉原シュート))
11. クロス・ユアフィンガー 土浦梁太郎のテーマ
(歌:土浦梁太郎(高橋優太))
12. あらゆる音は命を持って 火原＆柚木 デュエットバージョン
(歌:火原和樹(吉野晃一)/柚木梓馬(川村聖斗))
13. ヴァイオリン・ロマンス〜コルダ愛のテーマ
(歌:日野香穂子(岡本あずさ)/月森蓮(三上俊))
14. 金色のコルダのテーマ
(作曲:コーエーテクモゲームス サウンド制作部、編曲:村松崇継)
15. 花に香りがあるように ピアノソロVer.
(作曲・編曲:村松崇継)
16. ブリッジ「ガヴォット」
(作曲:ゴセック、編曲:村松崇継)
17. ブリッジ「ロマンス 第1番」
(作曲:ベートーヴェン、編曲:村松崇継)
18. 音楽への想い
(作曲・編曲:村松崇継)
19. ヴァイオリン・ロマンス〜コルダ愛のテーマ ピアノソロVer.
(作曲・編曲:村松崇継)
20. リリとの別れ
(作曲・編曲:村松崇継)
21. 願い
(作曲・編曲:村松崇継)
22. ブリッジ「リリとの別れ」
(作曲・編曲:村松崇継)
23. ブリッジ「きずな〜コルダのテーマ」
(作曲・編曲:村松崇継)
24. 愛のあいさつ
(作曲:エルガー、編曲:村松崇継)
25. 同じ空の下に生まれても〜音楽科VS普通科〜
(歌:春公演#チーム/ライヴ・バージョン)

### DVD
『ライブビデオ ネオロマンス・ステージ 金色のコルダ ステラ・ミュージカル』は、本ミュージカルのDVD化作品。2010年3月22日に天王洲 銀河劇場にて収録され、2010年6月30日にアニプレックスより発売された。限定版と通常版の2種あり、限定版の規格品番はKEBH-9011。通常版の規格品番はKEBH-1186。限定版は本編ディスクと、オフショット集や本公演のミニトークショーの模様などが収録された特典ディスクの2枚組。通常版は本編ディスク1枚のみ。

#### DVDキャスト
- 日野香穂子：森咲樹
- リリ：堀内まり菜

ダブルキャストのキャストのみ記載。その他のキャストは#キャストの「春公演」を参照。

#### 本編ディスク内容
数字はChapter数。たとえば、プロローグ〜奇蹟の始まり〜はChapter 1。
1. プロローグ〜奇蹟の始まり〜
2. 音楽科 vs 普通科
3. 魔法のヴァイオリン
4. コンクール参加者はどんな人？
5. ライバルとの出会い
6. 頼もしい激励
7. 音色に魅せられて
8. 胸に秘めた苦悩
9. 音楽を楽しもう！
10. 秘密のピアニスト
11. この指はヴァイオリンのために
12. 行方不明の奏者
13. 心で奏でるハーモニー
14. 7人目の参加者
15. 青春のドキドキ
16. 微笑みの裏側
17. 若き日の追憶
18. とまどいの放課後
19. 罪悪感にかられて…
20. ニセモノのヴァイオリニスト
21. 限界を超えた心
22. もう1度顔を上げて
23. 私の心を伝えに…
24. ヴァイオリン・ロマンス
25. かけがえのない絆
26. エピローグ〜奇蹟の先に〜
27. マルチ恋愛エピローグ〜月森 蓮〜
28. カーテンコール

## 参考資料
- 『金色のコルダ・ステラ ミュージカル 春公演パンフレット』コルダミュージカル製作委員会、2010年3月。
- 『金色のコルダ・ステラ ミュージカル 夏公演パンフレット』コルダミュージカル製作委員会、2010年7月。
- 『金色のコルダ ステラ・ミュージカル』（ブックレット）2010年。
- 『ライブビデオ ネオロマンス・ステージ 金色のコルダ ステラ・ミュージカル』（ミニパンフレット）2010年。